# シュタインバッハ (タウヌス)
シュタインバッハ (タウヌス)（ドイツ語: Steinbach (Taunus), [ˈʃta‿inbax]）は、ドイツ連邦共和国ヘッセン州ダルムシュタット行政管区に属すホーホタウヌス郡の市である。

## 地理

### 位置
シュタインバッハは、タウヌス自然公園の麓、フォルダータウヌスの海抜 166 m に位置する。フランクフルトの市境から 7 km、バート・ホムブルク・フォア・デア・ヘーエの南西 7.5 km にあたる。この街からは、北西はアルトケーニヒやグローサー・フェルトベルク、南西は視界が良ければオーデンヴァルトまで望むことができる。南にはフランクフルトのスカイラインが浮かび、晴れた日にはハーナウ近郊グロースクロッツェンブルクのシュタウディンガー発電所まで見える。
本市は広い耕作地に囲まれている。南東はシュタインバッハ川の谷である。この川はフランクフルト＝プラウンハイムでニッダ川に合流する。この川は街の景観を構成する要素として保護の対象になっている。この川は蛇行しており、鉄道橋の手前で湿地を形成している。街の名前はこの川に由来しており、おそらく先史時代にはすでに、この地に定住するために必要な要素になっていたと考えられている。
果樹園と生け垣で区切られた耕作地が点在する市域西部は自然と景観が残る広い土地である。北西部にはシュタインバッハのハイデヴァルト（荒れ地の森）がある。
シュタインバッハの北部には、先史時代、自然堤防で堰き止められた湖があった。この湖は現在の「ボルンホール」の裏手にまで達していた。この湖は、何世紀も前に干上がった。その名残は、私有地にある2つのシュタインバッハ水源と公園「アム・アルテン・ゼー」（「古い湖の畔」）だけである。

### 集落の構成
最も古い集落は環状集落であり、現在のペイナーケル広場の噴泉の周囲 100 m に集まっていた。この泉（「ビュット」）は、住民に新鮮な水を供給していた。上水道は、シュタインバッハの街がオーバータウヌス郡に編入されて以後、ガス供給と同様に1954年に初めて設けられた。現在もこの広場からウンターガッセ、キルヒガッセ、ボルンホール（その延長にオーバーガッセがある）が伸びている。
現在の市域内の土地利用について以下の表に示す。
| 土地用途種別 | 面積 (ha) |
| ------------ | --------- |
| 総面積       | 440       |
| 建築用地     | 146.5     |
| 農地         | 218.5     |
| 森林         | 75        |

### 隣接する市町村
シュタインバッハ市は、北から時計回りに以下の市町村と境を接している: オーバーウルゼル (タウヌス) のシュティールシュタット市区、フランクフルト・アム・マイン（ニーダーウルゼル市区、プラウンハイム市区、レーデルハイム市区）、エシュボルン（ニーダーヘーヒシュタット市区）、クローンベルク・イム・タウヌス。

## 歴史

### 古代
シュタインバッハ川の水とタウヌス前山地方の肥沃な黄土が新石器時代の人類を定住させ、農耕と牧畜を営ませた。この最初の定住者は堰き止められた湖の北岸（現在のロームベルク通り）に住んだ。現在のヴァルト通りの西で、250人から300人が住んだ線帯文土器文化の定住跡が発掘された。このほかにゲヴェルクシャフツシューレの敷地であるフィーヴェーク7号地にも考古学的遺跡がある。ハルシュタット時代（紀元前800年から紀元前450年）の遺跡は、南部住宅地の建設工事で発見された。
1988年9月、シュタインバッハ北西部の考古学的発掘調査で、ローマ時代の建物の遺構である石造基礎部分が多く発見された。これはおそらく、建築複合体の小さな一部分であると考えられている。

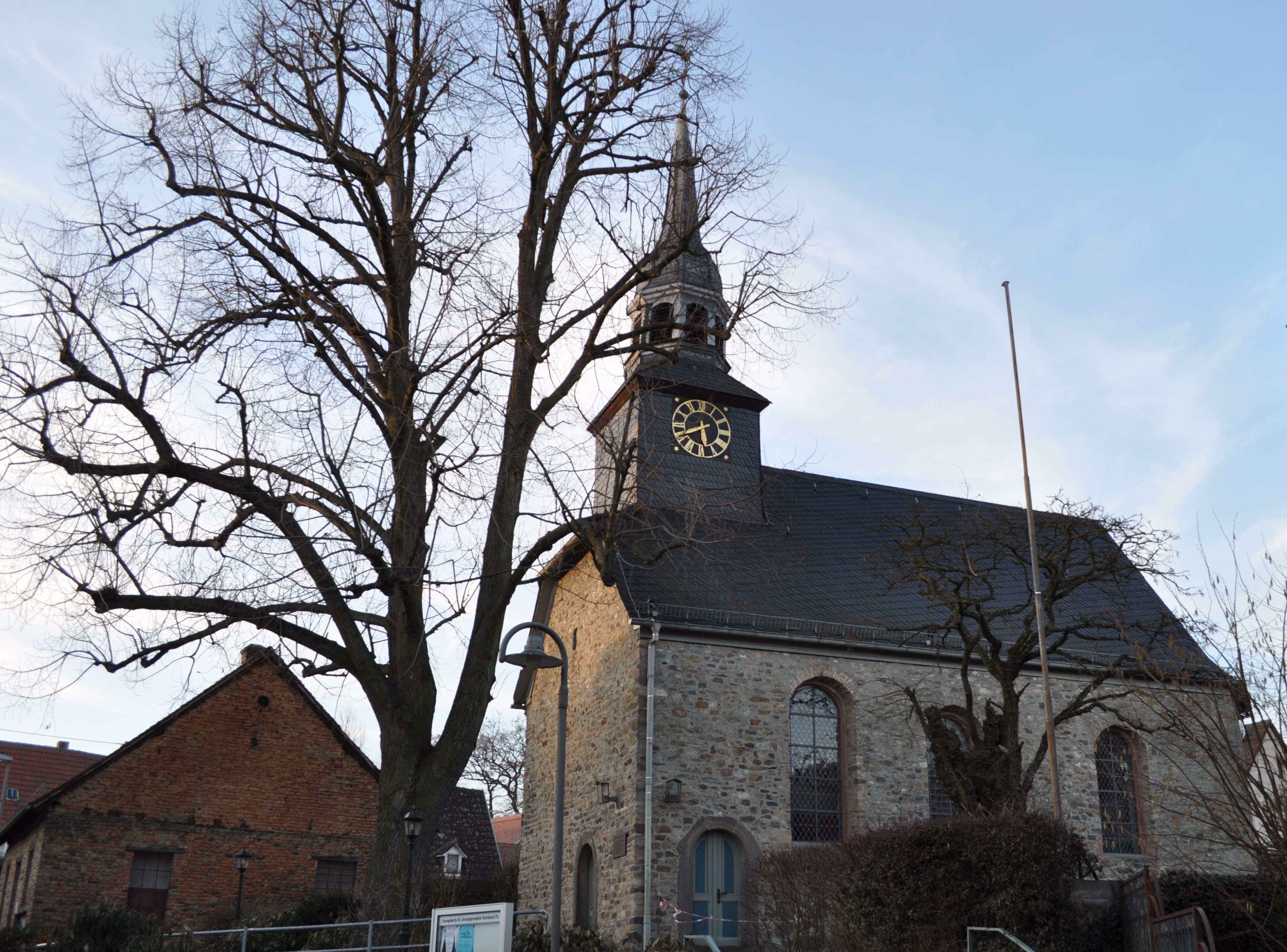
聖ゲオルク教会

### 中世
シュタインバッハの最も古い文献上の記述は、789年のロルシュ文書の記述である。アラホルフという人物が 789年9月14日にロルシュ修道院に農地を寄贈したと記録されている。この文書には、カロリング朝時代の他の記述も遺されている。
シュタインバッハの福音主義聖ゲオルク教会は、マインツ大司教領に属し、1270年頃に建設された。この教会に関する最も古い文献上の記録は1371年になされている。騎士フランク・フォン・クローンベルクの、40グルデンを建築維持費として遺贈するという遺言状である。シュタインバッハは1367年頃からエシュボルン教区に属した。教会組織上、マインツの聖ペーター教会首席司祭区管轄下の助祭長区がこれを管理した。
シュタインバッハは、1350年にクローンベルク家から領主権を購入したファルケンシュタイン伯の領主権下に1418年まで置かれていた。最終的には中世末期にエップシュタイン家の領主権下に置かれた。

### 近世
エップシュタイン家断絶後、1535年にシュタインバッハはシュトルベルク伯領となった。この伯家はルター派の教義に基づく宗教改革を行った。シュタインバッハは1578年に他の3つの村とともにハーナウ＝ミュンツェンベルク伯フィリップ・ルートヴィヒ1世に質入れされ、1595年には完全にハーナウに売却された。当時のハーナウ＝ミュンツェンベルク伯の当主フィリップ・ルートヴィヒ2世は強固な改革派で、「Cuius regio, eius religio」（領主の信仰が、領邦の信仰）の原則に基づき、伯領で改革派を信仰させた。
最後のハーナウ伯ヨハン・ラインハルト3世の死に伴い、シュタインバッハを含むハーナウ＝ミュンツェンベルク伯領は、1736年に遺産相続によりヘッセン＝カッセル方伯領となった。

### 近代
1806年から1810年までシュタインバッハはフランスに占領され、ハーナウ侯領に属し、次いでヘッセン大公国に属した。この帰属はウィーン会議後も継続された。大公領およびその権利継承者の下で、行政組織は以下のように変遷した。
- 1820年から: オーバーヘッセン州アムト・ヴィルベル
- 1821年から: ラントラーツベツィルク・ヴィルベル
- 1823年から: ラントラーツベツィルク・ブッツバッハ
- 1832年から: フリートベルク郡
- 1848年から: フリートベルク県
- 1852年から: ヴィルベル郡
- 1874年から: シュタルケンブルク州オッフェンバッハ郡
- 1945年/47年から: オーバータウヌス郡

1866年から1945年までシュタインバッハはアルトケーニヒの山を含めて、プロイセンのフォルダータウヌスに囲まれたヘッセンの飛び地であった。1918年からはヘッセン人民州に属した。
1909年にシュタインバッハ消防団が結成された。
第一次世界大戦では、184人のシュタインバッハ住民が軍務に就いた。これは全人口の 1/5 にあたる人数であった。この戦争で 29人のシュタインバッハ兵士が死亡した。1919年から1924年までフランス軍がシュタインバッハを占領した。当時フランクフルトへの合併が図られたが、頓挫した。

### 第二次世界大戦
第二次世界大戦が始まると、若いポーランド人やソ連人がシュタインバッハに移送された。その後フランス人戦争捕虜が農作業の労働力として連れてこられた。1944年にこの街に2つの大宿営地が設けられた: 1つは体育館のイタリア司令部、もう一つはシュタインバッハの森の運動場に造られた4つのバラックからなるロシア司令部であった。イタリア軍は1944年1月半ばに駅の麓のオーバーガッセに移動した。その体育館には必要な量ぎりぎりの藁布団が用意されていた。イタリア軍のいくつかのグループはドイツ国営鉄道に労働力として連れて行かれた。残った者は、時折、地元の人から仕事を与えられたが、自由時間が多く自宅にいるように感じられた。1945年3月29日にアメリカ軍がシュタインバッハに入城し、イタリア人の帰郷を援助した。ロシア人もドイツ国営鉄道に詰め込まれた。
シュタインバッハの森には弾薬貯蔵庫があった。そのコンクリート製の基礎上には現在オーバーヘーヒシュタットの「ヴァルトジートルング」がある。
1942年8月24日から25日にかけての夜にシュタインバッハは炸裂弾や焼夷弾の爆撃を受けた。多くの火災が発生し、ガルテン通りの学校（現在の市役所）が焼失した。1944年の爆撃では13人が死亡した。
1943年8月27日から26日の夜の攻撃では、何度もイギリス軍爆撃機を撃墜した対空砲を探るため、イギリス軍大佐が離脱した。このイギリスのスパイは離脱する際、不幸にもリンゴの木に着地した。彼は脚を捻挫し、職務を放棄せざるを得なかった。彼は現在のエシュボルン通りを街の中心に向かって脚を引きずり歩いたが、リンチしようとする住民に囲まれた。この様子をドイツ軍上等兵のハインリヒ・ヴェッシュが見ていた。彼は護身用のピストルを群衆に向け脅した。終戦後、この大佐は無事にイギリスに帰国した。後にこの救ってくれた人物の娘がシュタインバッハで結婚する際には、篤い感謝の言葉を贈った。
第二次世界大戦では、58人のシュタインバッハは士が死亡または行方不明になった。

### 戦後
郡庁所在地のオッフェンバッハ・アム・マインとの間の連絡は戦後数週間完全に途絶えた。このため、街の行政はオーバータウヌス郡に管理に委ねられた。飛び地であるシュタインバッハの管理は、当初は一時的な委託であったが、1947年からは条例によりオーバータウヌス郡に編入された。
ヴァルター・ヘルプストが町長に就任した直後、1962年に人口が1900人となった。拡大する社会構造はそれまでほとんど変化していなかった。

### 拡大
小さな村落であったシュタインバッハは今や大きな目標を持った。南部に北部と同様に広い住宅用地を整備し、ここに多世帯住宅や高層住宅を建設するという目標である。30ヘクタールの住宅地に628戸が建設された。このプロジェクトに2000万ドイツマルクが費やされた。当時、主に若年層の家族がシュタインバッハに移り住んだ。1960年のシュタインバッハの人口は 1,713人であったが、10年後には 7,255人、1980年には 10,550人となった。シュタインバッハはタウヌスの村から住宅都市に発展した。住民は1956年から1968年までの人口増加率は、オーバータウヌス郡全体が「たったの」32 % であったのに対して、シュタインバッハのそれは 270 % であった。こうした発展の結果、シュタインバッハは1972年9月に都市権を授与された。
1972年の地域再編の際には、フランクフルト・アム・マインへの合併が検討された。1972年4月10日にルーディ・アルント (SPD) が率いるフランクフルトの市当局は合併案を市当局に申請した。内務大臣ハンス＝ハインツ・ビーレフェルト (FDP) の法案にも合併が盛り込まれた。管轄権を持つ州議会の委員会は可否同数でフランクフルトの提案を却下した。
シュタインバッハは、フランクフルトとオッフェンバッハに次ぐヘッセン州第3の人口密度をもつ住宅都市でありながら、現在も田舎のキャラクターを保持している。1990年代初めから、主にシュタインバッハの交通の便が悪い立地のために、こうした発展は鈍化した。

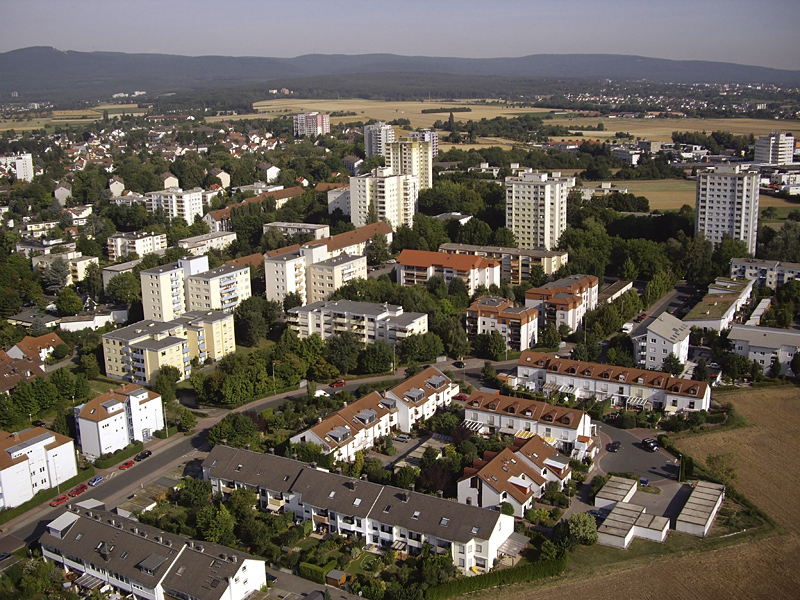
シュタインバッハの住宅地

地域土地利用計画では、シュタインバッハで 26 ha 以上の住宅地拡張を計画している。産業用地は約 6 ha の拡張がみこまれている。
- 「アム・エシュボルナー・ヴェーク」シュタインバッハの南西端、エシュボルン寄り。4.2 ha が実際に造成されている。ここには戸建て住宅、列状住宅および15の建設用地がある。
- 「タウベンツェーンター」(3.8 ha)、「アム・エシュボルナー・ヴェーク」の向かい側。計画されていたスーパーマーケットの建設が住民の決定によって却下され、乗馬ホールを移転しなければならないため、建設工事開始の見通しは立っていない。
- 「アルター・クローンベルガー・ヴェーク」(4.9 ha)、ニーダーヘーヒシュタット側の入り口付近、ローマ時代のヴィラがあった場所にあたる。
- 「ジュート 4a」(2.3 ha)、街の南端、Sバーン沿線に位置する。
- 街の南西側の入り口付近の開発も計画されている。

## 住民

### 人口推移

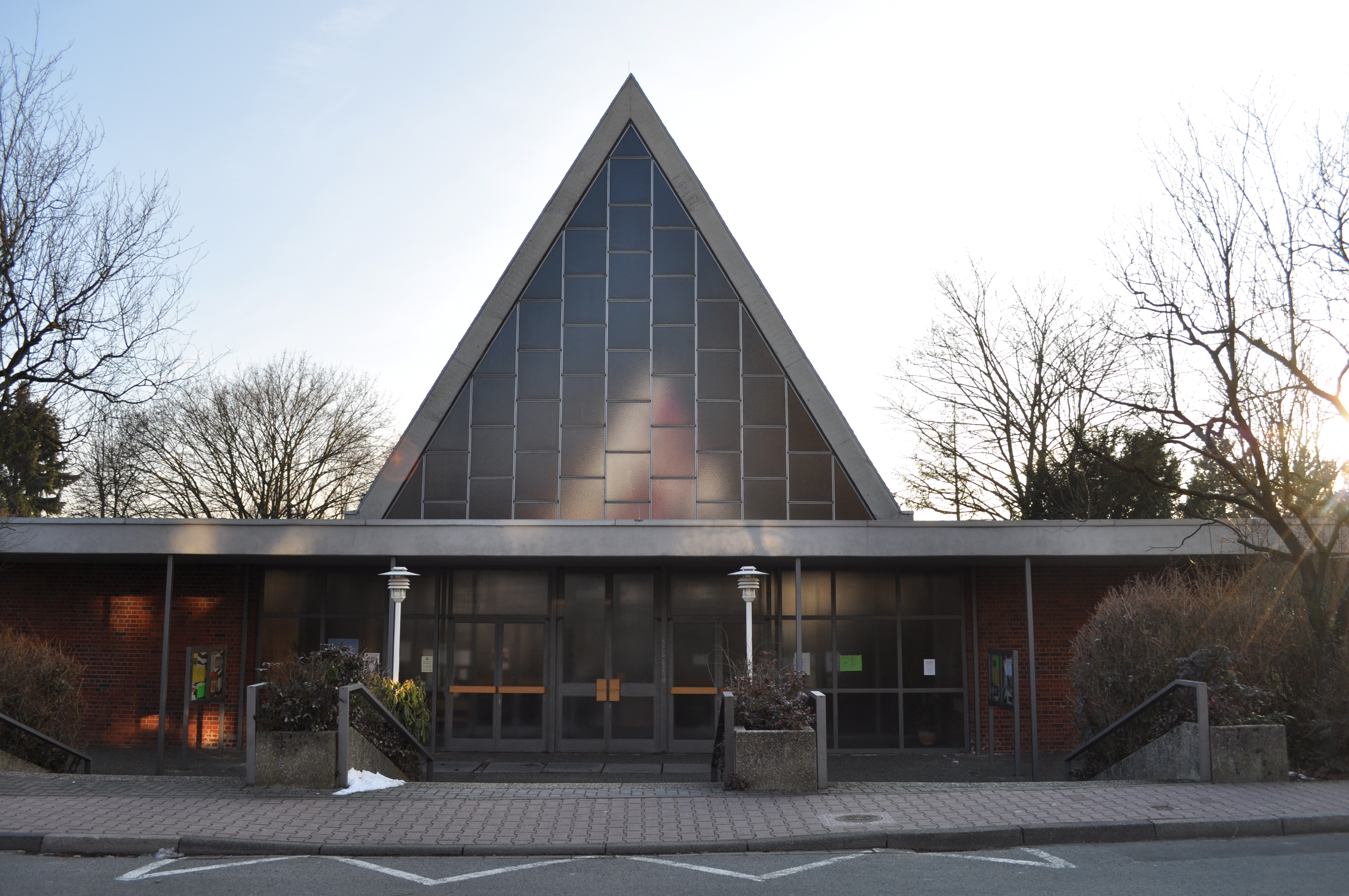
聖ボニファティウス教会

| 年   | 人口（人） |
| ---- | ---------- |
| 1535 | 31         |
| 1750 | 220        |
| 1754 | 312        |
| 1834 | 454        |
| 1840 | 556        |
| 1852 | 603        |
| 1858 | 565        |
| 1864 | 584        |
| 1871 | 604        |
| 1875 | 678        |

| 年   | 人口（人） |
| ---- | ---------- |
| 1885 | 680        |
| 1895 | 711        |
| 1905 | 853        |
| 1910 | 993        |
| 1925 | 1,050      |
| 1939 | 1,147      |
| 1945 | 1,429      |
| 1946 | 1,400      |
| 1950 | 1,461      |
| 1956 | 1,513      |

| 年   | 人口（人） |
| ---- | ---------- |
| 1961 | 1,713      |
| 1965 | 4,089      |
| 1967 | 4,959      |
| 1970 | 6,566      |
| 1975 | 10,642     |
| 1985 | 10,440     |
| 2007 | 10,005     |
| 2010 | 10,097     |
| 2015 | 10,453     |

### 宗教
シュタインバッハは、その歴史的経緯から、主に福音主義の集落であった。しかし固有の教区が形成されたのは1859年になってからであった。1959年から1966年までシュタインバッハの福音主義教区はシュティールシュタット/ヴァイスキルヒェン支教会（現在の和解教会）を管轄した。そこは純粋にカトリックの集落であったが、第二次世界大戦後に多くの福音主義住民が定住した場所であった。逆に、新住民の流入によってシュタインバッハのローマ＝カトリック信者の比率は、1964年には 1/4 にまで増加した。初めはシュティールシュタットのカトリック聖ゼバスティアン教会がシュタインバッハのカトリック信者を管轄していたが、1964年にローマ＝カトリックの聖ボニファティウス教会が建設された。

## 行政

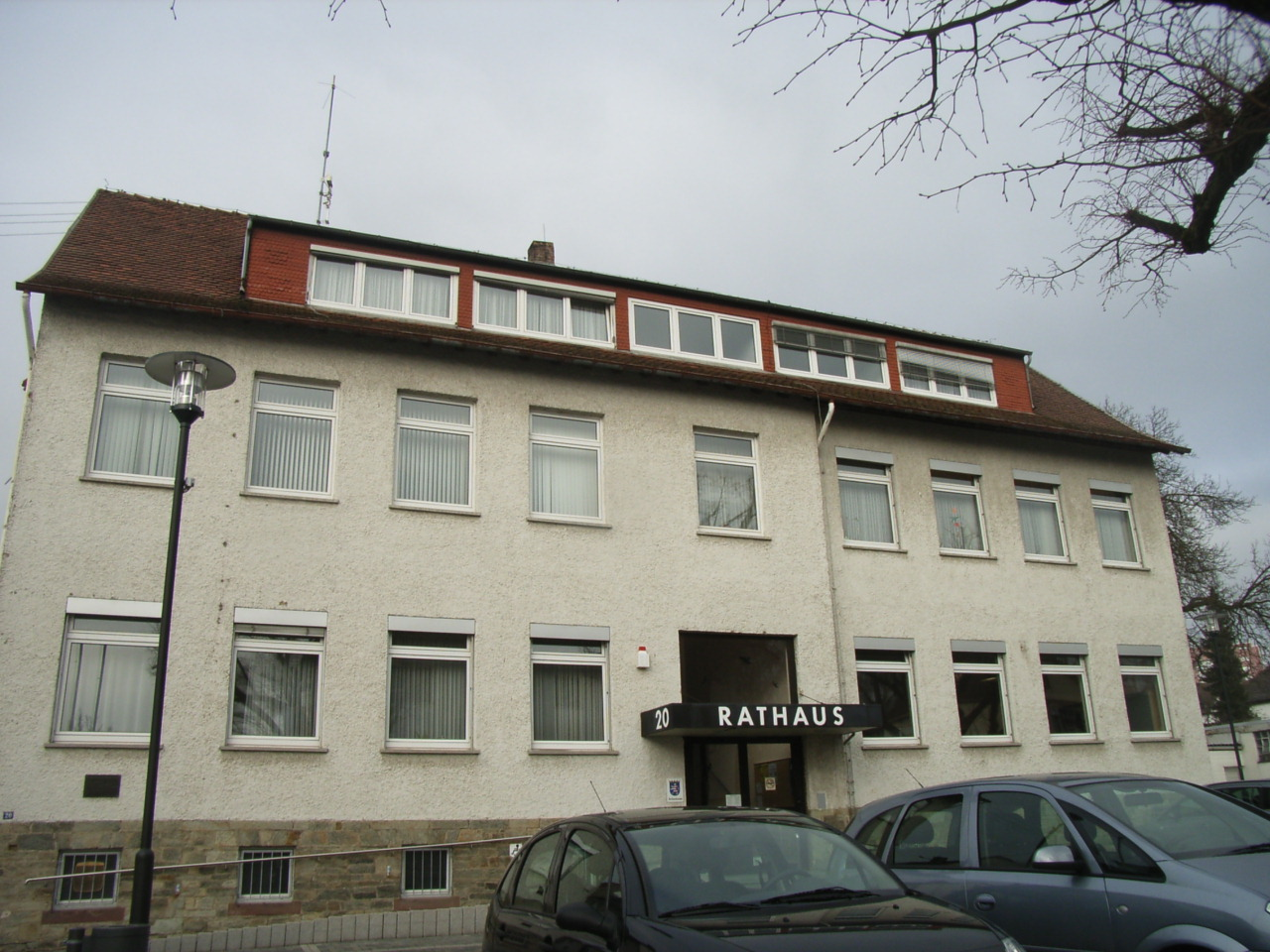
シュタインバッハの市庁舎

### 首長
第二次世界大戦後の首長を列記する。
- 1946年 - 1956年: カスパー・ブラウンロート (SPD)
- 1956年 - 1961年: ハインツ・モリトール (FWG)
- 1962年 - 1992年: ヴァルター・ヘルプスト (SPD) 後に名誉市長の称号を与えられた。
- 1992年 - 1998年: エトガー・パルネット (SPD)
- 1998年 - 2009年: ペーター・フロッシュ (CDU)
- 2009年 - 2018年: シュテファン・ナース (FDP)
- 2019年 - : シュテッフェン・ボンク (CDU)

### 議会
シュタインバッハ市議会は 31議席で構成されている。

### 姉妹都市
- シュタインバッハ＝ハレンベルク（ドイツ語版、英語版）（ドイツ、テューリンゲン州）
- サン＝タヴェルタン（フランス語版、英語版）（フランス、アンドル＝エ＝ロワール県）1980年から
- ペイナーケル（オランダ語版、英語版）-Nootdorp（オランダ、南ホラント州）1974年から2009年まで

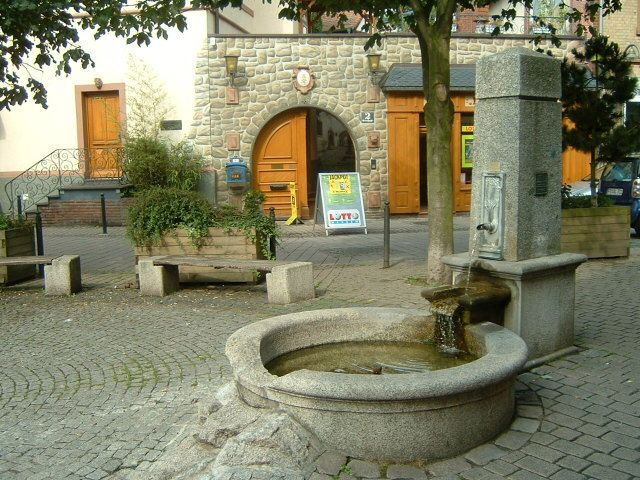
ペイナーケル広場の泉

### 紋章
1964年2月28日、当時ヴィースバーデン行政管区オーバータウヌス郡に属していたシュタインバッハ町は以下の図柄の紋章を授けられた。
図柄: 青地に、屋根のついた金の泉と木桶。2つの筒から銀色に輝く水が流れ出している。
解説: この紋章は、シュタインバッハの象徴であるペイナーケル広場の噴泉を描いている。ただしその外観は時代とともに変化している。現在の吐水口は1つだけであるが、かつては紋章に描かれているとおり2つの吐水口があった。ペイナーケル広場（かつては単に「広場」とよばれ、地元では「ダレス」とも呼ばれる）の泉は現在も、新しい住民を歓迎して「洗礼」を行うのに利用されている。この儀式は「バッハレヒツタウフェ」と呼ばれている。

## 経済と社会資本

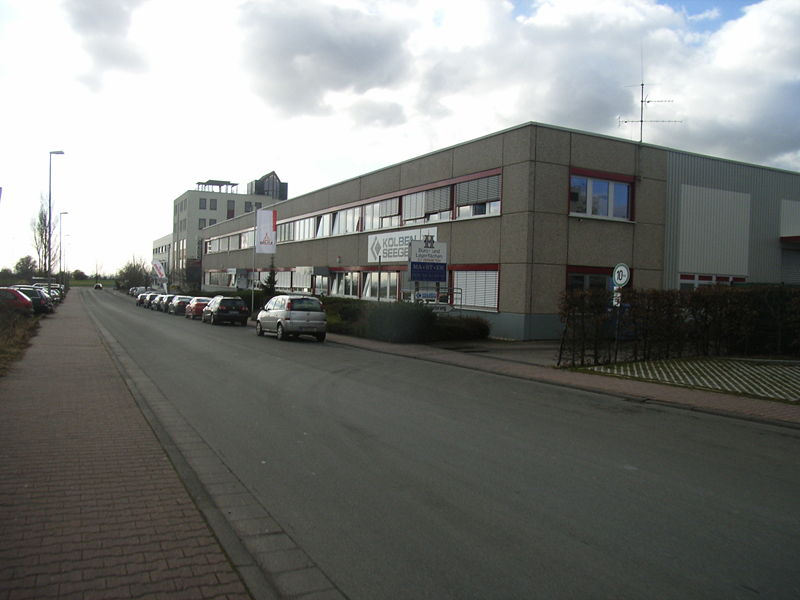
シュタインバッハの産業地区

### 産業
シュタインバッハには広さ 14 ヘクタール の産業用地がある。このほかに 6 ヘクタール の産業用地が隣のオーバーウルゼルと共同で開発される予定である。営業税の賦課率は 320 % である。2007年の営業税額は190万ユーロであった。
シュタインバッハにはハイテク分野の企業が 23社ある。これらの職場を併せると全雇用の約 8 % と比較的高い比率を占める。これらの企業の 1/3 がこの街で製造を行っているが、2/3 は販売・コンサルタント業に専念している。重点（14社）は、情報・コミュニケーション工学分野である。特にコンピューター、電子情報処理機器、電子部品、ソフトウェアの製造、販売である。また、6社がセンサー、測定・制御工学分野に携わっており、第二の重点分野となっている。医療工学、マイクロエレクトロニクス、生産技術、プロセス工学といった技術分野にもそれぞれ1社から2社が携わっている。

### 小売業
シュタインバッハは、マイン＝タウヌス＝ツェントルム・ズルツバッハ (タウヌス) やフランクフルター・ノルトヴェストツェントルム（ともに大型ショッピングセンター）の近くに位置している。これらのショッピングセンターは、オーバーウルゼル、バート・ホムブルク・フォア・デア・ヘーエ、エシュボルン、フランクフルトから交通の便が良く、これら地域に膨大な商品を供給している。シュタインバッハにもバーン通りにいくつかの商店やスーパーマーケットが存在している。計画中の開発用地「タウベンツェーンテン」に売場面積 1500平方メートルの新しいマーケットを建設するプランは、2007年11月25日に住民の決定によって変更を余儀なくされた。
実際には造成が完了した土地に EDEKAスーパーマーケットがオープンした。

### 農業
シュタインバッハでは昔からブドウ栽培が行われていた。シュタインバッハの道沿いにある「ヴィンゲルテ」（「ブドウ畑」を意味する）という標識はこれを示している。
1920年代に広い土地でのイチゴ栽培が始まり、成功を収めた。品種は頻繁に入れ替えられたが、いくつかの種は数十年間作り続けられた。特産品の果実栽培もゆっくりとではあるが、増産された。シュタインバッハは3つの主要な園芸展示会で、最高級生食用果実（コックス・オレンジ・ピピン）の最高連邦賞を受賞した。シュタインバッハの果実栽培は決定的な勝利を得たのである。この果実は、かつてはクローンベルガー・マルクトハレ（現在は存在しない）で組合の形で販売されていた。集荷場はエシュボルナー通りにあった。現在この場所には旅館「Ile de Re」がある。果実は特に「クローンベルガー・エルトベーレン」（クローンベルクのイチゴ）の商標で市場に出荷されている。1960年代の建設ブーム以後、農業は作付面積も果実栽培量も減少し、その重要性は低い。1970年代頃まで、「ツーム・シュヴァーネン」や「ゴルデナー・シュテルン」といった様々なレストランの果実酒醸造所でシュタインバッハのリンゴから果汁が絞られ、アップルワインが作られた。

### 交通

#### 空港
フランクフルト・アム・マイン空港が、15 km の距離にある。

#### 道路
シュタインバッハは連邦アウトバーン A5号線および A66号線のインターチェンジから数 km の位置にある。これらの道路は、フランクフルトに直接乗り入れていない。フランクフルトへの接続計画は挫折した。非常に交通量の多い州道 L3006号線が街の中心部を通っている。このため40年以上の間南バイパス道路が計画されている。
自転車道および遊歩道網は約 20 km に及ぶ。

##### 時代の変遷に伴う道路名
1900年以前、シュタインバッハには道路名はなかった。家は通りの番号で識別されていた。通し番号は、ウンターガッセの「1」から始まり、ペイナーケル広場の周囲を時計回りに番号付けされ、エシュボルナー通りの「107」で終わっていた。通りや小径の命名は公式には1910年から始まり、現在もそれが活用されている。たとえば、街の斜面と関係づけて命名されたオーバーガッセやウンターガッセがそれである。1904年春に大公の測地学者ホーフマンがバート・ナウハイム (ヴェッテラウ) からシュタインバッハに派遣され、シュタインバッハの測量を行った。今日に至るまで建築上の施策立案の基本となっている彼の地図に、たとえば「キルヒガッセ」、「ボルンガッセ」、「エシュボルナー通り」「ガルテン通り」といった通りの名前が付けられた。1910年からガルテン通りの開発が始まった。1925年に町議会はこの通りをフリードリヒ＝エーバート通りと改名することを決定したが、1933年にガルテン通りに戻された。国家社会主義の時代には、ペイナーケル広場はアドルフ＝ヒトラー広場、エシュボルナー通りはヒンデンブルク通りと改名され、その後バーン通りはヘルマン＝ゲーリング通りと呼ばれた。

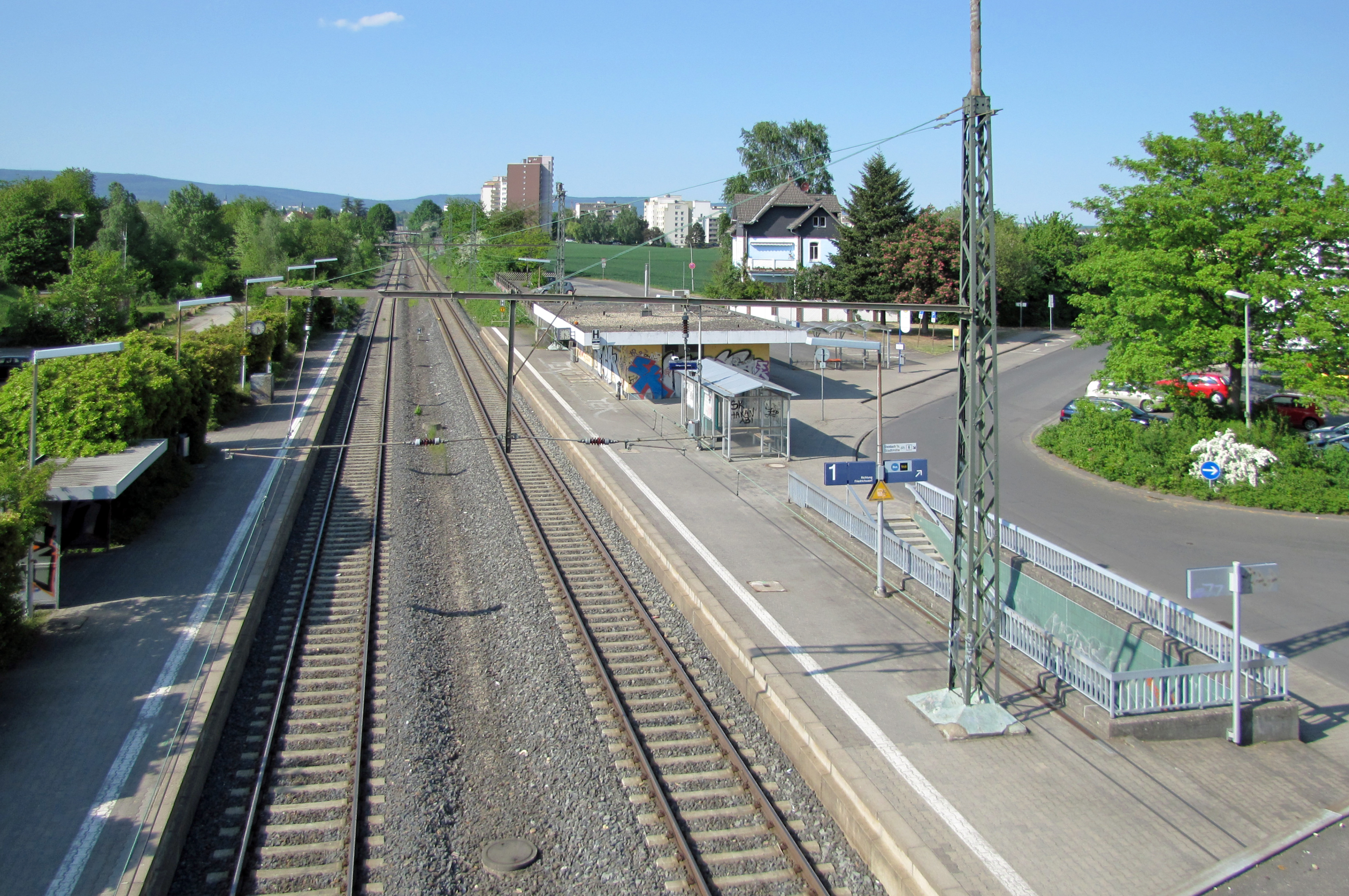
オーバーウルゼル＝ヴァイスキルヒェン/シュタインバッハ駅

#### 鉄道と公共旅客交通
シュタインバッハは、ホムブルク鉄道のオーバーウルゼル＝ヴァイスキルヒェン/シュタインバッハ駅により、ライン＝マイン交通連合 (RMV) のSバーン網に接続している。2016年からS5号線でフリードリヒスドルフ、オーバーウルゼル、バート・ホムブルク・フォア・デア・ヘーエ、フランクフルト・アム・マインへ直接行くことができるようになった。このSバーンは、日中（5時から18時）には15分間隔で運行している。
シュタインバッハ駅の元の駅舎は、ヴァイスキルヒェンおよびシュティールシュタットとの町境（現在はどちらもオーバーウルゼルの市区である）に面していたが、跨線橋新設のため1976年に取り壊された。
1950年にシュタインバッハはフランクフルト中央駅およびオーバーウルゼルと初めてバス路線で結ばれた。2016年現在、RMVバス路線のヘッシシャー・ランデスバーン 251号クローンベルク - シュタインバッハ - フランクフルト北西市街および252号オーバーウルゼル - シュタインバッハ - エシュボルン - フランクフルト＝レーデルハイムが運行しており、Sバーンの鉄道との接続を形成している。
2013年初めからフランクフルト交通局は、Uバーン U6号線のエシュボルンまでの延長が可能であるか検討している。フランクフルト交通局はすでにプロジェクトの具体的な試案を委託している。それには、現在フランクフルト＝プラウンハイムのヘール通りを終点とするUバーン6号線の延長が盛り込まれている。場合によってはヘルフマン＝パルク産業用に駅が設けられる可能性もある。エシュボルン市長は「これは街の価値をさらに高めるだろう」と語っている。このプロジェクトの詳細なスケジュールは不明である。近い将来、エシュボルン、フランクフルト、オーバーウルゼルの代表者とUバーンをテーマにした会議が行われる。ホーホタウヌス郡の緑の党は U6号線の延伸についてシュタインバッハとクローンベルクの駅設置を公言した。ホーホタウヌス郡のオーバーウルゼル市は長らく前からUバーンのU3号線によってフランクフルトの Uバーン網に接続している。

### 教育
20世紀の初めには、シュタインバッハ住民の出生率は急速に高まった。エシュボルナー通りの旧校舎（現在の青年の家）では、2クラスの国民学校の両クラスが一杯になった。このため、1907年に3つめのクラスが町役場の会議室に設けられた。しかし2年後の1909年には3クラスも一杯になったため、新たな学校建設が必要となった。建設工事は1909年初めに開始され、町は5万マルクを借り入れた。新校舎は10月13日に供用開始された。校庭に小さなハンノキが植えられた。この木は今も残っており、学校（現在は町役場として使われている）を超える高さになっている。国民学校は1950年代から、初めは3クラス、後に4クラスで運営されている。
建設ブームに伴い、ガルテン通りに2クラスを収容する追加の仮校舎（現在はカフェ）が建設され、交代制授業が行われた。その後ゲシュヴィスター＝ショル＝シューレ（基礎課程学校）が建設され1966年に開校した。この学校では約 450人の児童が学んでいる。基礎課程学校卒業、児童たちは近隣市町村の学校に進学しなければならない。オーバーウルゼル＝シュティールシュタット統合型総合学校やクローンベルクあるいはオーバーウルゼルのギムナジウムなどである。このほかに2009年からフォルムス・マネージメントの学校が存在している。この学校は私立のバイリンガルの学校で、現在は基礎課程の児童のみを受け入れている。2017年からここにアビトゥーアの取得まで学べる施設が設けられる予定である。
シュタインバッハには幼稚園が3園、保育園が1園、託児所が1か所、遊戯広場が数多くある。
シュタインバッハ訓練所は、バウエン＝アグラー＝ウムヴァルト工業組合の中心的な地域を超えた訓練施設である。ここでは、建設業、建物管理、その他の業種の労働者協議委員会の元で訓練・教育が行われている。この訓練所ではこのほかに多くの文化イベントが開催されている。

### メディア
フランクフルター・ノイエン・プレッセの地方版タウヌス＝ツァイトゥング、フランクフルター・ルントシャウの地方版、フランクフルター・アルゲマイネ・ツァイトゥングがホーホタウヌス郡の事件を詳しく報道している。シュタインバッヒャー・インフォルマツィオーネンはシュタインバッハの営業者組合が刊行しており、全戸に無料で配布される。さらにゴルマ・メディエン GmbH は、2010年9月13日から刊行している無料のローカル紙「オーバーウルセラー・シュタットクリール」を2011年2月28日からシュタインバッハでも販売している。
産業地域に、旧ユーゴスラヴィアからの移民向けのズート・ラジオがある。ライン＝マイン地方で約27万人のリスナーがおり、音楽、情報、サービスなど24時間プログラムを放送している。
ヘッセン放送は、2008年2月初めに、イエルク・ボムバッハ司会の「ヘッセンクイズ」をシュタインバッハで収録すると発表した。シュタインバッハ営業者組合の空き家になった倉庫が部隊として用いられた。1ヶ月後に次のシーズンのための撮影がなされた。

## 文化と見所

### 見所

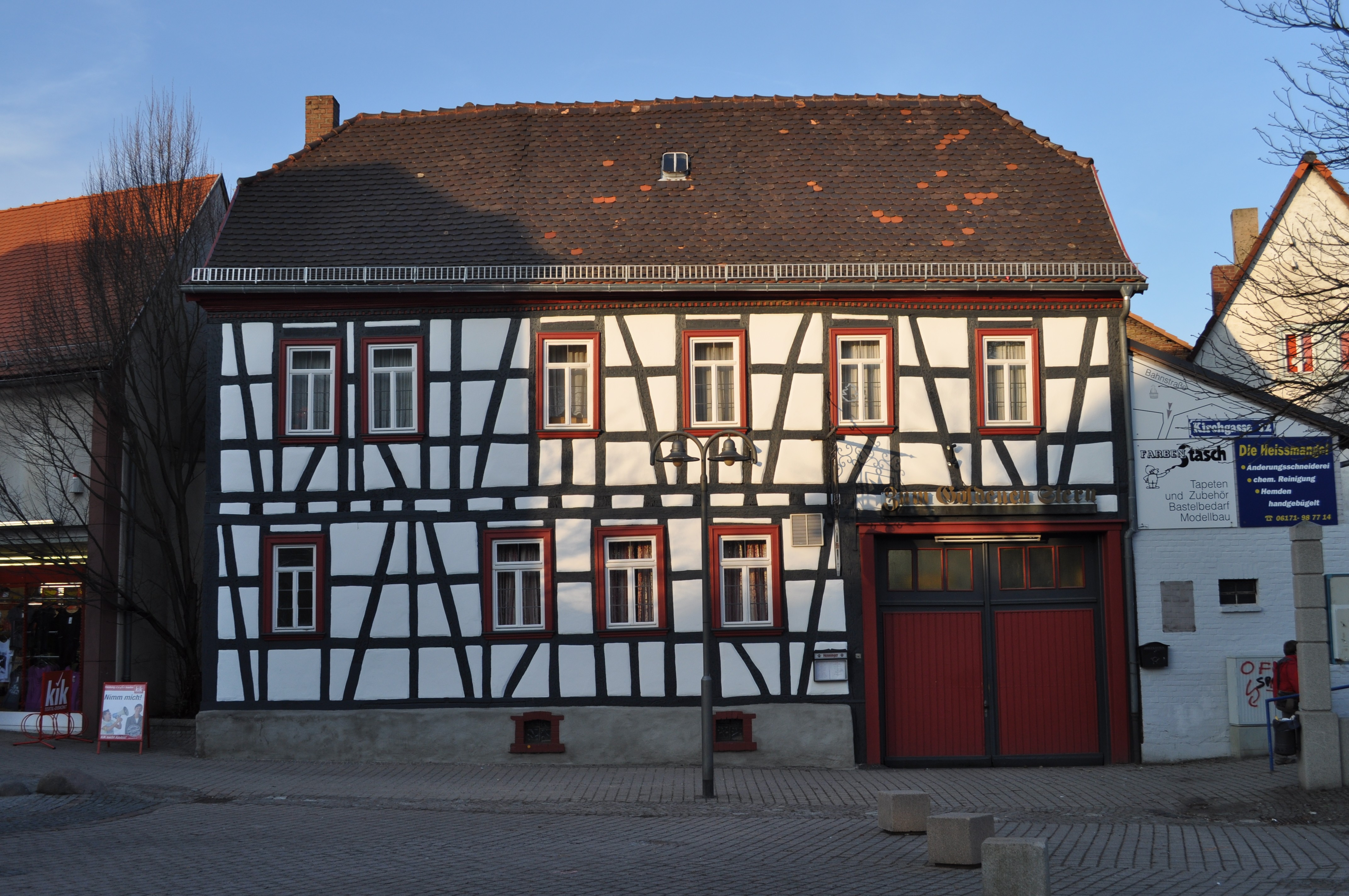
レストラン「ツーム・ゴルデーネン・シュテルン」

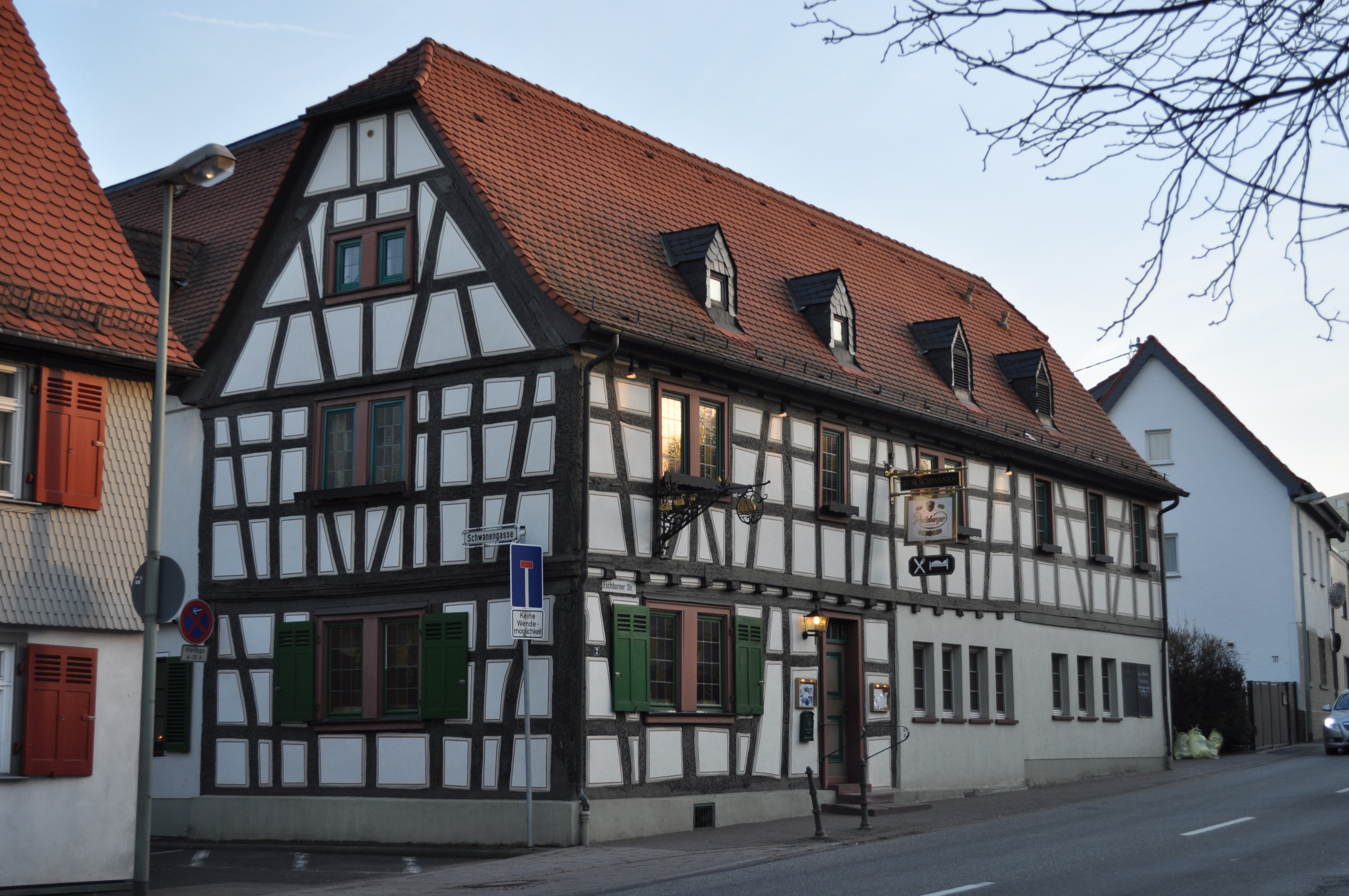
レストラン「ツーム・シュヴァーネン」

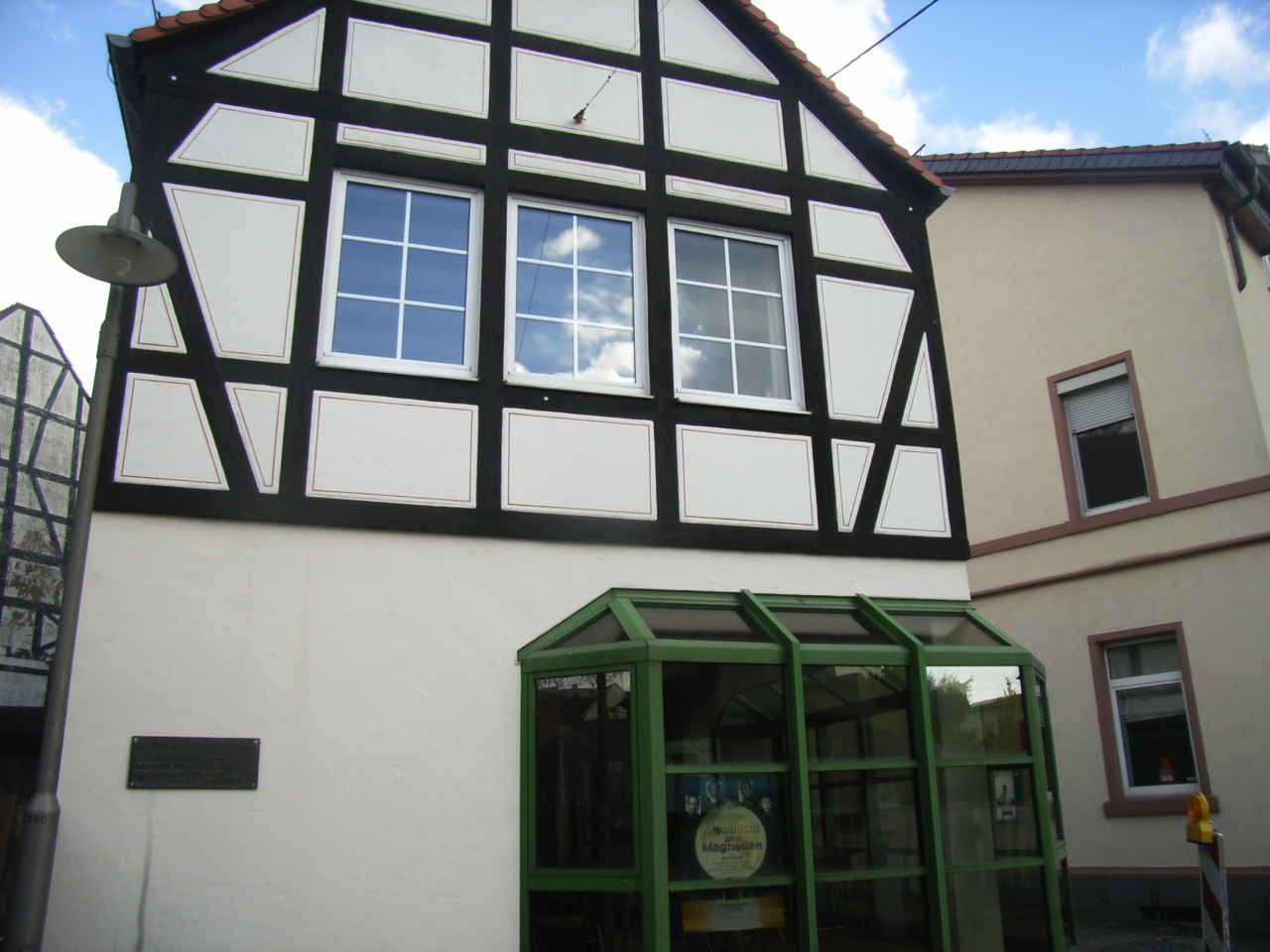
パン焼き小屋

福音主義聖ゲオルク教会は、ロマネスクからゴシック初期の時代、1270年頃に建設された。小さな尖塔内には2つの鐘が吊り下げられている。古い方の聖ゲオルクの鐘は1622年製（すなわち三十年戦争の時代から存在する）で、重量 125 kg、音程は dis（固定ドの音階でレ♯）である。この鐘には、「1622年 フランクフルトのヨハネス・シュナイデヴィント」という銘がある。もう1つがヨハネスの鐘である。この鐘は1956年12月2日にジンのリンカー鐘鋳造所で鋳造された。重さは 110 kg で、fis（ファ♯）の音である。銘は、1956年フランクフルトでの第7回ドイツ福音主義教会会議のモットーである「Lasset euch versöhnen mit Gott」（神と和解せんことを」）が刻まれている。
ペイナーケル広場には、この街の象徴的建造物である泉「ビュット」がある。この泉はシュタインバッハ川から直接水を引いている。これは、印象的な木組みのファサードを持つヘッセン州の文化財保護法に基づく文化財に指定されている2つのレストラン「ツーム・ゴルデーネン・シュテルン」と「ツーム・シュヴァーネン」の中心に位置している。どちらの旅館も長い伝統を有している。シュタインバッハで最も古い旅館であるボルンホールの「ツーム・タウヌス」は現存していない。
キルヒガッセには、稼働可能な状態のパン焼き小屋がある。この小屋は、展示会や講演会に利用されている。ここには結婚式場もある。
シュタインバッハにはこのほかにも歴史的建造物がある。それらには、建造年と由来を示す銅板が掲げられている。たとえば、ウンターガッセ2番地の家には、フランクフルトの方言詩人フリードリヒ・シュトルツェの教師であるヨハン・クリストフ・ディールが1782年から1856年まで住んでいた。ブロンズの表示板は、かつてのシュタインバッハをしのばせる。

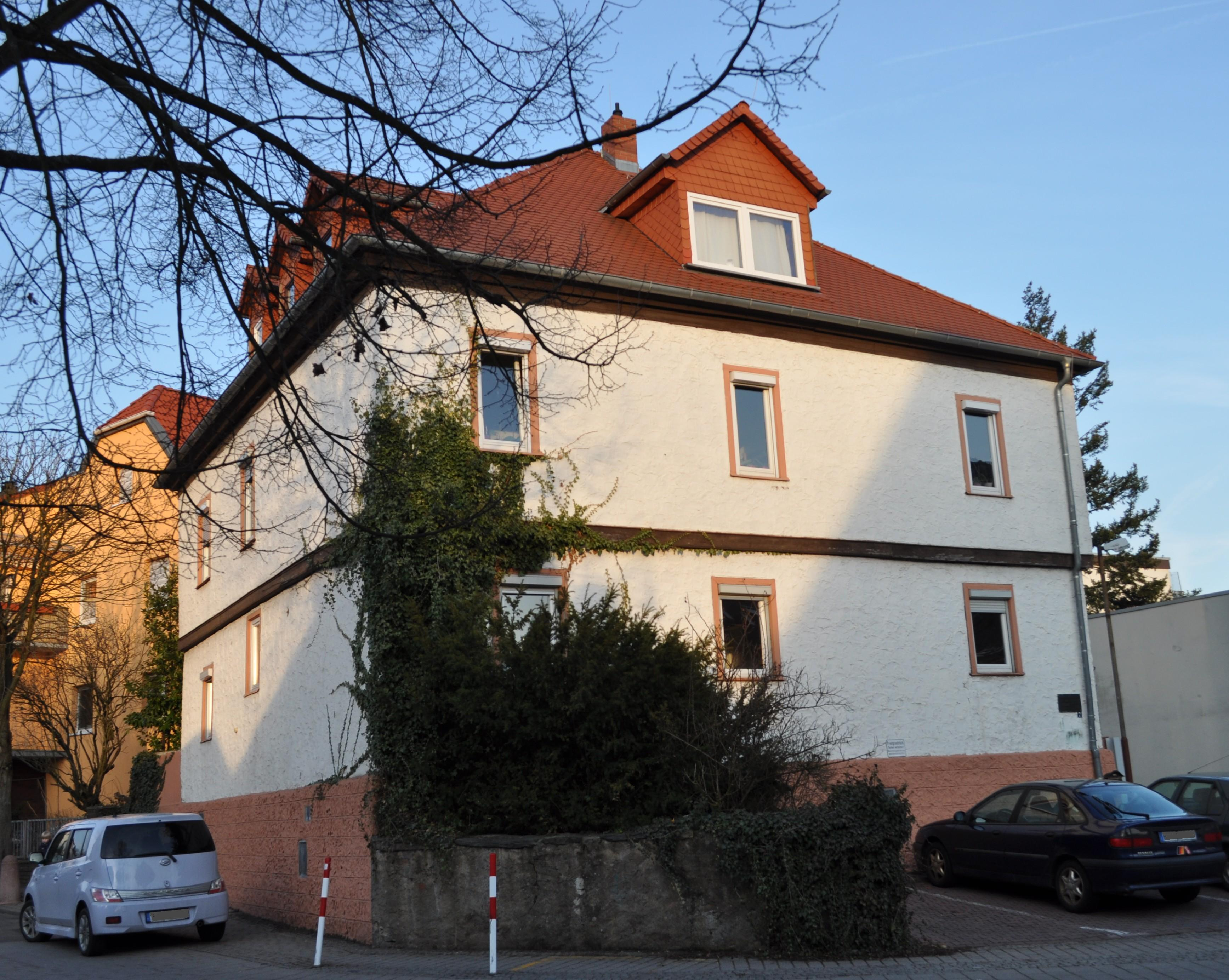
旧名主の家

ボルンホールの古い村長の家も興味深く、歴史的価値が高い。この建物は1549年に初めて名主の家として文献に記録されている。この建物は、シュタインバッハで、教会の次に古い現存する建物である。当時の名主の名前はノイシュタットで、あるいはノイエンシュタインとも呼ばれた。彼は1549年から1553年まで妻とともにこの建物の下の階に住んでいた。2階は村の住民たち全員の穀物や豆の貯蔵施設となっていた。このほかのこの建物に関する記録は1765年9月16日に初めてなされている。1821年のヘッセン大公国での市町村法施行後、名主 (Schultheißen) は町長 (Bürgermeister) に組織変更された。この頃、シュタインバッハの名誉職の町長は、おもに裕福な豪農であり、自宅で公務を遂行していた。

### 緑地
シュタインバッハには大きな都市公園が存在しない。しかし、1950年代の市街地建設により、その合間に大きな空き地が生まれた。ここに樹木が植えられた。シュタインバッハの南西端に沼（かつての消火用水池）がある。
シュタインバッハ・シュタット・ウント・ハイデヴァルトは、タウヌス山地の遊歩道への出発点である。ヘッセン・アップルワイン・果樹園ルートがシュタインバッハ市内を通っている。

### ステージプログラム
1969年に建設され、1981年に拡張された、聖アーヴェルティン広場のビュルガーハウスのステージで、市は年に何度も、有名な俳優が出演する演劇やキャバレー、子供向けプログラムを開催していた。このビュルガーハウス（市民館）は、2013年2月7日から8日にかけての夜間、カーニバルイベントの後に焼失した。この火災はステージ付近で発生し、ビュルガーハウスは救いがたいほどに全焼した。2016年末にビュルガーハウスの新しい建物が、同じ場所に同じ規模で完成する予定 であるが、2015年末から2016年初め時点では、骨格建設がなされている。費用の大部分にあたる約400万ユーロが火災保険とヘッセン州社会福祉都市プログラムの資金によって賄われた。

### 年中行事
毎年6月、聖体の祝日後の週末に、営業組合によりバーン通りでシュタインバッハの市祭が開催される。夏休みの第1週末には、ペイナーケル広場で「日曜日のビュルガーショッペン」がある。夏休みの最終日曜日には市庁舎コンサートとノミの市が開かれる。10月の第2週末は聖アーヴェンティン広場でのシュタインバッハの教会祭、アドヴェントの第1週末はペイナーケル広場およびキルヒガッセ周辺でクリスマスマーケットが開催される。
1992年から2006年まで、IG BAU 教育施設でシュタインバッハの「カルチャーサマー」が開催されていた。このイベントでは、ソウル、ジャズ、サルサのグループが演奏を行う。

### 博物館と図書館
シュタインバッハには郷土博物館がある。この博物館はパン焼き小屋（キルヒガッセ）の地下にあり、週末に開館している。
本市には図書館が1館ある。

### スポーツ
シュタインバッハにはアルトケーニヒハレ、フリードリヒ＝ヒル＝ハレ、シュールトゥルムハレの3つの体育館、400 m のランニングコースを持つ芝生広場、2つのアンツーカーグラウンド、テニス場、テニス・乗馬ホールがある。水泳プールは1990年代に閉鎖され、売却された。空き地に大規模な水浴地を建設する計画は進行していない。
自転車クラブ・ヴァンダールスト 1905 は、サイクルフィギュア部門およびローラースケートフィギュア部門で何度もドイツチャンピオンやヨーロッパチャンピオンになっている。

## 訳注
1. ↑  ドイツの土地税および営業税の税率は全国共通の基本税率に賦課率を掛けた値となる。